# Élections fédérales canadiennes de 2011 en Colombie-Britannique
Les élections fédérales canadiennes de 2011 en Colombie-Britannique ont vu le Parti conservateur remporter 21 sièges contre 12 au NPD et 2 au Parti libéral. Le Parti vert a remporté son seul siège à cette élection à Saanich—Gulf Islands.

## Résultats provinciaux
| Parti | Parti        | Parti    |      |
| ----- | ------------ | -------- | ---- |
|       | Conservateur | Sièges : | 21   |
|       | Conservateur | Voix :   | 45,5 |
|       | NPD          | Sièges : | 12   |
|       | NPD          | Voix :   | 32,5 |
|       | Libéral      | Sièges : | 2    |
|       | Libéral      | Voix :   | 13,4 |
|       | Vert         | Sièges : | 1    |
|       | Vert         | Voix     | 7,7  |

## Résultats par circonscription

### Intérieur
| Circonscription                        | Candidats | Candidats           | Candidats | Candidats             | Candidats | Candidats                 | Candidats | Candidats                | Candidats | Candidats                                                               |        | Député sortant  |
| Circonscription                        |           | Conservateur        |           | Libéral               |           | NPD                       |           | Vert                     |           | Autre                                                                   |        | Député sortant  |
| -------------------------------------- | --------- | ------------------- | --------- | --------------------- | --------- | ------------------------- | --------- | ------------------------ | --------- | ----------------------------------------------------------------------- | ------ | --------------- |
| Colombie-Britannique-Southern Interior |           | Stephen Hill 19 273 |           | Shan Lavell 1 872     |           | Alex Atamanenko 25 206    |           | Bryan Hunt 3 153         |           |                                                                         |        | Alex Atamanenko |
| Cariboo—Prince George                  |           | Dick Harris 24 443  |           | Sangeeta Lalli 2 200  |           | Jon Van Barneveld 13 135  |           | Heidi Redl 2 702         |           | Jon Ronan (Ind.) 394 Henry Thiessen (PHC) 440 Jordan Turner (Rhino) 204 |        | Dick Harris     |
| Kamloops—Thompson— Cariboo             |           | Cathy McLeod 29 682 |           | Murray Todd 3 026     |           | Michael Crawford 20 983   |           | Donovan Cavers 2 932     |           | Christopher Kempling (CHP) 191                                          |        | Cathy McLeod    |
| Kelowna—Lake Country                   |           | Ron Cannan 34 566   |           | Kris Stewart 7 069    |           | Tisha Kalmanovitch 13 322 |           | Alice Hooper 5 265       |           |                                                                         |        | Ron Cannan      |
| Kootenay—Columbia                      |           | David Wilks 23 910  |           | Betty Aitchison 1 496 |           | Mark Shmigelsky 14 199    |           | William Green 2 547      |           | Brent Bush (Ind.) 636                                                   |        | Jim Abbott†     |
| Okanagan—Coquihalla                    |           | Dan Albas 28 525    |           | John Kidder 5 815     |           | David Finnis 12 853       |           | Dan Bouchard 5 005       |           | Sean Upshaw (Ind.) 860 Dietrich Wittel (Ind.) 180                       |        | Stockwell Day†  |
| Okanagan—Shuswap                       |           | Colin Mayes 31 439  |           | Janna Francis 4 246   |           | Nikki Inouye 14 955       |           | Greig Crockett 6 058     |           |                                                                         |        | Colin Mayes     |
| Prince George— Peace River             |           | Bob Zimmer 23 946   |           | Ben Levine 2 008      |           | Lois Boone 9 876          |           | Hilary Crowley 2 301     |           | Jeremy Coté (Pirate) 415                                                | Vacant | Vacant          |
| Skeena—Bulkley Valley                  |           | Clay Harmon 12 117  |           | Kyle Warwick 1 268    |           | Nathan Cullen 19 431      |           | Roger Colin Benham 1 102 |           | Maggie Braun (CAP) 165 Rod Taylor (CHP) 1 038                           |        | Nathan Cullen   |

### Vallée du Fraser et Sud duLower Mainland
| Circonscription                   | Candidats | Candidats                  | Candidats | Candidats              | Candidats | Candidats              | Candidats | Candidats               | Candidats | Candidats |  | Député sortant |
| Circonscription                   |           | Conservateur               |           | Libéral                |           | NPD                    |           | Vert                    |           | Autre |  | Député sortant |
| --------------------------------- | --------- | -------------------------- | --------- | ---------------------- | --------- | ---------------------- | --------- | ----------------------- | --------- | --- |  | -------------- |
| Abbotsford                        |           | Ed Fast 32 493             |           | Madeleine Hardin 4 968 |           | David Murray 10 089    |           | Daniel Bryce 2 138      |           | David MacKay (M-L) 286                                                                                                 |  | Ed Fast        |
| Chilliwack—Fraser Canyon          |           | Mark Strahl 28 160         |           | Diane Janzen 5 320     |           | Gwen O'Mahony 12 691   |           | Jamie Hoskins 2 706     |           | Clive Edwards (WBP) 180 Dorothy-Jean O'Donnell (M-L) 173                                                               |  | Chuck Strahl†  |
| Delta—Richmond-Est                |           | Kerry-Lynne Findlay 26 059 |           | Alan Beesley 8 112     |           | Nic Slater 11 181      |           | Duane Laird 2 324       |           | John Shavluk (Ind.) 220 Jeff Monds (Libert.) 147                                                                       |  | John Cummins†  |
| Fleetwood—Port Kells              |           | Nina Grewal 23 950         |           | Pam Dhanoa 8 041       |           | Nao Fernando 16 533    |           | Alan Saldanha 1 476     |           | Alex Joehl (Libert.) 370                                                                                               |  | Nina Grewal    |
| Langley                           |           | Mark Warawa 35 569         |           | Rebecca Darnell 4 990  |           | Piotr Majkowski 11 277 |           | Carey Poitras 2 943     |           | Craig Nobbs (Pirate) 353                                                                                               |  | Mark Warawa    |
| Newton—Delta-Nord                 |           | Mani Fallon 14 437         |           | Sukh Dhaliwal 14 510   |           | Jinny Sims 15 413      |           | Liz Walker 1 520        |           | Ravi Gill (Ind.) 123 Sam Hammond (Comm.) 116                                                                           |  | Sukh Dhaliwal  |
| Pitt Meadows— Maple Ridge—Mission |           | Randy Kamp 28 803          |           | Mandeep Bhuller 2 739  |           | Craig Speirs 18 835    |           | Peter Tam 2 629         |           | |  | Randy Kamp     |
| Richmond                          |           | Alice Wong 25 109          |           | Joe Peschisolido 8 027 |           | Dale Jackaman 7 860    |           | Michael Wolfe 2 032     |           | |  | Alice Wong     |
| Surrey-Sud— White Rock—Cloverdale |           | Russ Hiebert 31 990        |           | Hardy Staub 9 775      |           | Susan Keeping 11 881   |           | Larry Colero 3 245      |           | Brian Marlatt (PC) 228 Kevin Donohoe (Ind.) 152 David Hawkins (Ind.) 189 Aart Looye (Ind.) 753 Mike Schouten (PHC) 429 |  | Russ Hiebert   |
| Surrey-Nord                       |           | Dona Cadman 13 181         |           | Shinder Purewal 6 797  |           | Jasbir Sandhu 14 678   |           | Bernadette Keenan 1 289 |           | Jamie Scott (Ind.) 451 Norris Barens (Libert.) 284 Kevin Pielak (CHP) 303                                              |  | Dona Cadman    |

### Vancouver et Nord duLower Mainland
| Circonscription                                    | Candidats | Candidats               | Candidats | Candidats                 | Candidats | Candidats                | Candidats | Candidats                | Candidats | Candidats |  | Député sortant |
| Circonscription                                    |           | Conservateur            |           | Libéral                   |           | NPD                      |           | Vert                     |           | Autre |  | Député sortant |
| -------------------------------------------------- | --------- | ----------------------- | --------- | ------------------------- | --------- | ------------------------ | --------- | ------------------------ | --------- | --- |  | -------------- |
| Burnaby—Douglas                                    |           | Ronald Leung 19 932     |           | Ken Low 5 451             |           | Kennedy Stewart 20 943   |           | Adrianne Merlo 1 754     |           | Lewis Dahlby (Libert.) 420 Timothy Gidora (Comm.) 153 Brian Sproule (M-L) 57                                          |  | Bill Siksay†   |
| Burnaby— New Westminster                           |           | Paul Forseth 16 009     |           | Garth Evans 4 496         |           | Peter Julian 22 193      |           | Carrie-Ann McLaren 1 731 |           | Tyler Pierce (Libert.) 160 Joseph Theriault (M-L) 94                                                                  |  | Peter Julian   |
| New Westminster— Coquitlam                         |           | Diana Dilworth 20 776   |           | Ken Lee 4 069             |           | Fin Donnelly 23 023      |           | Rebecca Helps 2 160      |           | Roland Verrier (M-L) 95                                                                                               |  | Fin Donnelly   |
| North Vancouver                                    |           | Andrew Saxton 28 996    |           | Taleeb Noormohamed 17 665 |           | Michael Charrois 9 617   |           | Greg Dowman 3 004        |           | Nick Jones (Ind.) 350                                                                                                 |  | Andrew Saxton  |
| Port Moody—Westwood— Port Coquitlam                |           | James Moore 27 181      |           | Stewart McGillivray 4 110 |           | Mark Ireland 14 600      |           | Kevin Kim 2 161          |           | Paul Geddes (Libert.) 421                                                                                             |  | James Moore    |
| Vancouver-Centre                                   |           | Jennifer Clarke 15 323  |           | Hedy Fry 18 260           |           | Karen Shillington 15 325 |           | Adriane Carr 9 089       |           | Michael Huenefeld (PC) 285 John Clarke (Libert.) 313 Michael Hill (M-L) 62 Travis McCrea (Pirate) 192                 |  | Hedy Fry       |
| Vancouver-Est                                      |           | Irene Yatco 8 361       |           | Roma Ahi 4 382            |           | Libby Davies 27 794      |           | Douglas Roy 3 383        |           | Anne Jamieson (M-L) 318                                                                                               |  | Libby Davies   |
| Vancouver Kingsway                                 |           | Trang Nguyen 13 157     |           | Wendy Yuan 7 796          |           | Don Davies 23 452        |           | Louise Boutin 1 860      |           | Kimball Cariou (Comm.) 210 Matt Kadioglu (Libert.) 275 Donna Petersen (M-L) 78                                        |  | Don Davies     |
| Vancouver Quadra                                   |           | Deborah Meredith 20 984 |           | Joyce Murray 22 903       |           | Victor Elkins 7 499      |           | Laura-Leah Shaw 2 922    |           | |  | Joyce Murray   |
| Vancouver-Sud                                      |           | Wai Young 19 504        |           | Ujjal Dosanjh 15 604      |           | Meena Wong 8 552         |           | Jean Hakizimana 1 151    |           | Charles Boylan (M-L) 222                                                                                              |  | Ujjal Dosanjh  |
| West Vancouver— Sunshine Coast— Sea to Sky Country |           | John Weston 28 614      |           | Daniel Veniez 14 123      |           | Terry Platt 14 828       |           | Brennan Wauters 4 436    |           | Roger Lagassé (PC) 293 Tunya Audain (Libert.) 250 Carol Lee Chapman 87 (M-L) Doug Hartt (CAP) 64 Allan Holt (WBP) 156 |  | John Weston    |

### Île de Vancouver
| Circonscription        | Candidats | Candidats           | Candidats | Candidats                 | Candidats | Candidats                  | Candidats | Candidats               | Candidats | Candidats                                                                 |  | Député sortant |
| Circonscription        |           | Conservateur        |           | Libéral                   |           | NPD                        |           | Vert                    |           | Autre                                                                     |  | Député sortant |
| ---------------------- | --------- | ------------------- | --------- | ------------------------- | --------- | -------------------------- | --------- | ----------------------- | --------- | ------------------------------------------------------------------------- |  | -------------- |
| Esquimalt—Juan de Fuca |           | Troy DeSouza 25 792 |           | Lillian Szpak 6 439       |           | Randall Garrison 26 198    |           | Shaunna Salsman 5 341   |           | Louis James Lesosky (Ind.) 181 Christopher Robert Porter (CAP) 145        |  | Keith Martin†  |
| Nanaimo—Alberni        |           | James Lunney 30 469 |           | Renée Amber Miller 4 984  |           | Zenaida Maartman 25 165    |           | Myron Jespersen 4 482   |           | Barbara Biley (M-L) 81 Jesse Schroeder (Pirate) 363 Frank Wagner (PHC) 94 |  | James Lunney   |
| Nanaimo—Cowichan       |           | John Koury 24 497   |           | Brian Fillmore 3 007      |           | Jean Crowder 31 272        |           | Anne Marie Benoit 5 005 |           | Jack-Est (M-L) 170                                                        |  | Jean Crowder   |
| Saanich—Gulf Islands   |           | Gary Lunn 24 544    |           | Renée Hetherington 4 208  |           | Edith Loring-Kuhanga 8 185 |           | Elizabeth May 31 890    |           |                                                                           |  | Gary Lunn      |
| Île de Vancouver-Nord  |           | John Duncan 27 206  |           | Mike Holland 3 039        |           | Ronna-Rae Leonard 25 379   |           | Sue Moen 3 018          |           | Jason Draper (Ind.) 304 Frank Martin (M-L) 57                             |  | John Duncan    |
| Victoria               |           | Patrick Hunt 14 275 |           | Christopher Causton 8 448 |           | Denise Savoie 30 679       |           | Jared Giesbrecht 7 015  |           |                                                                           |  | Denise Savoie  |